# Citroën Lacoste
El Citroën Lacoste es un prototipo de automóvil presentado en el Salón Mundial del automóvil de París 2010 (fr), por Citroën. 
Desarrollado en colaboración con el famoso diseñador Lacoste, la marca de los chevrones buscó así ser la imagen de elegante y moda. La palabra clave del concepto es la sencillez, el vehículo está en realidad embargado de todo lo superfluo y vuelve al valor esencial de un automóvil: mover.

## Características
Sin puertas, éste prototipo se inspiró en el Citroën Méhari y el Citroën C-Cactus (fr). El Lacoste está accionado por un motor de gasolina de tres cilindros de 1,2 ℓ acoplado a una caja de cambios robotizada (todos derivados del Citroën C1 ); todos ellos situados en la parte frontal en un bastidor tubular. Tiene una capota neumática de goma automática y un parabrisas plegable. El sistema óptico tiene la particularidad de estar oculto bajo la carrocería.

## Galería

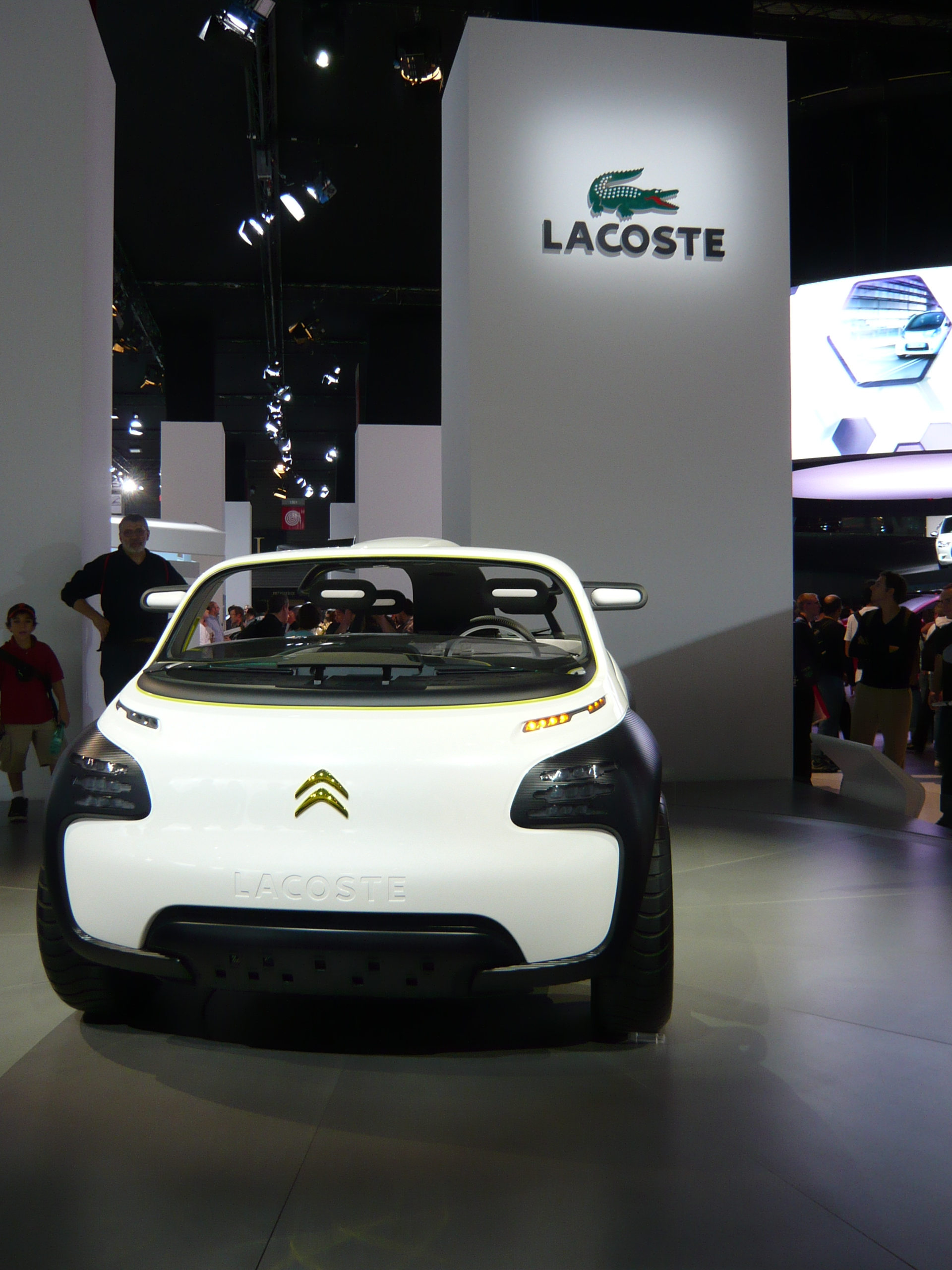
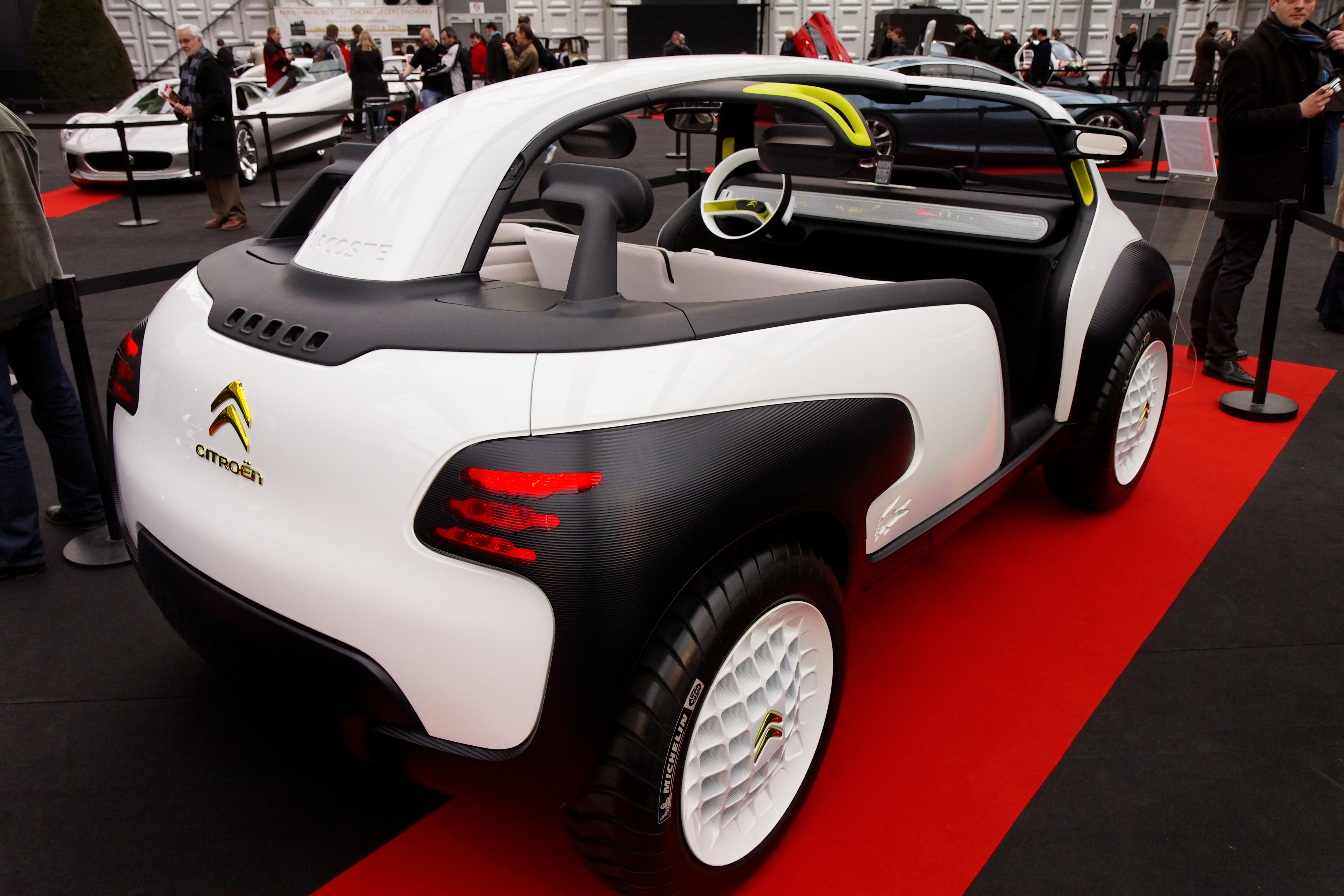
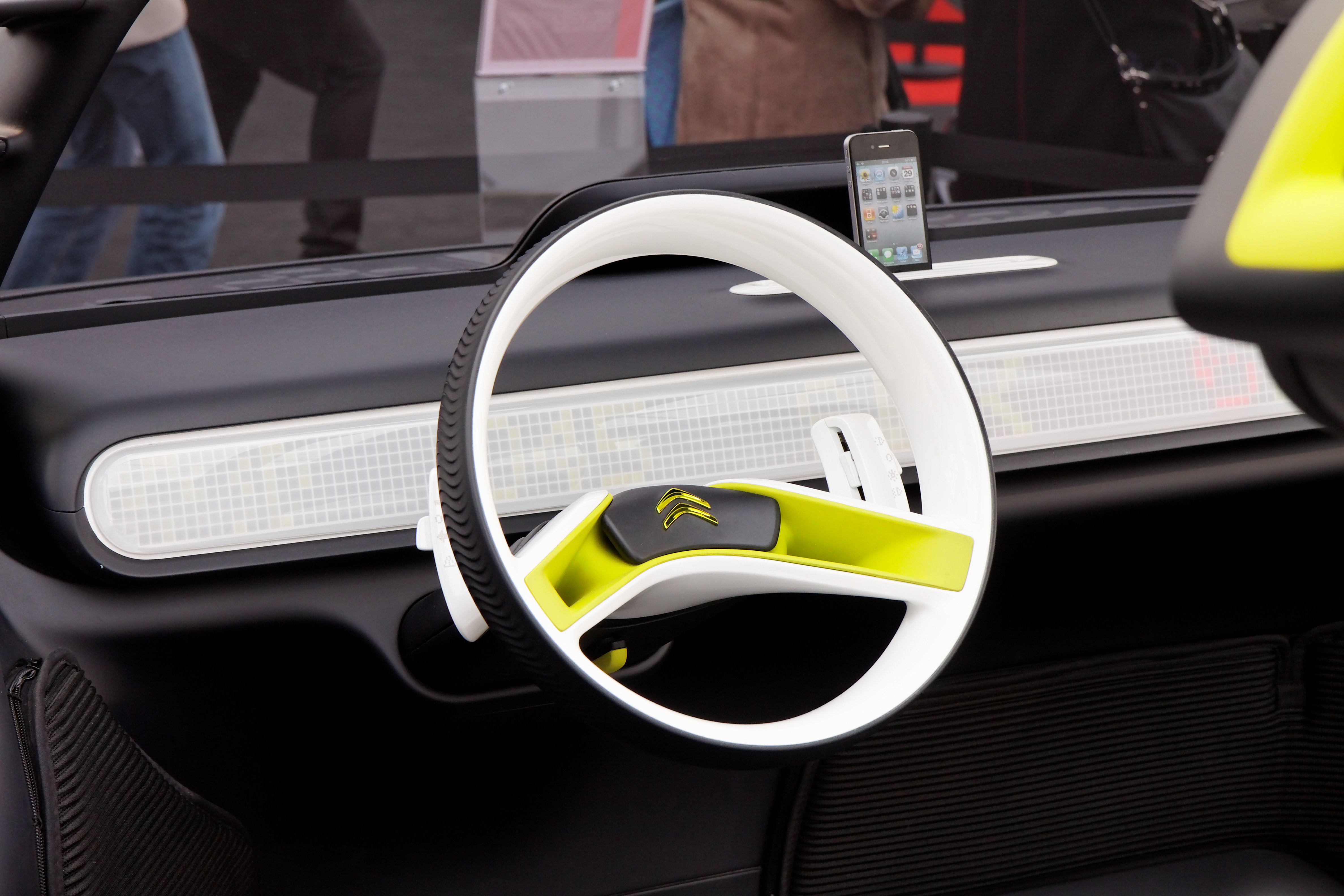
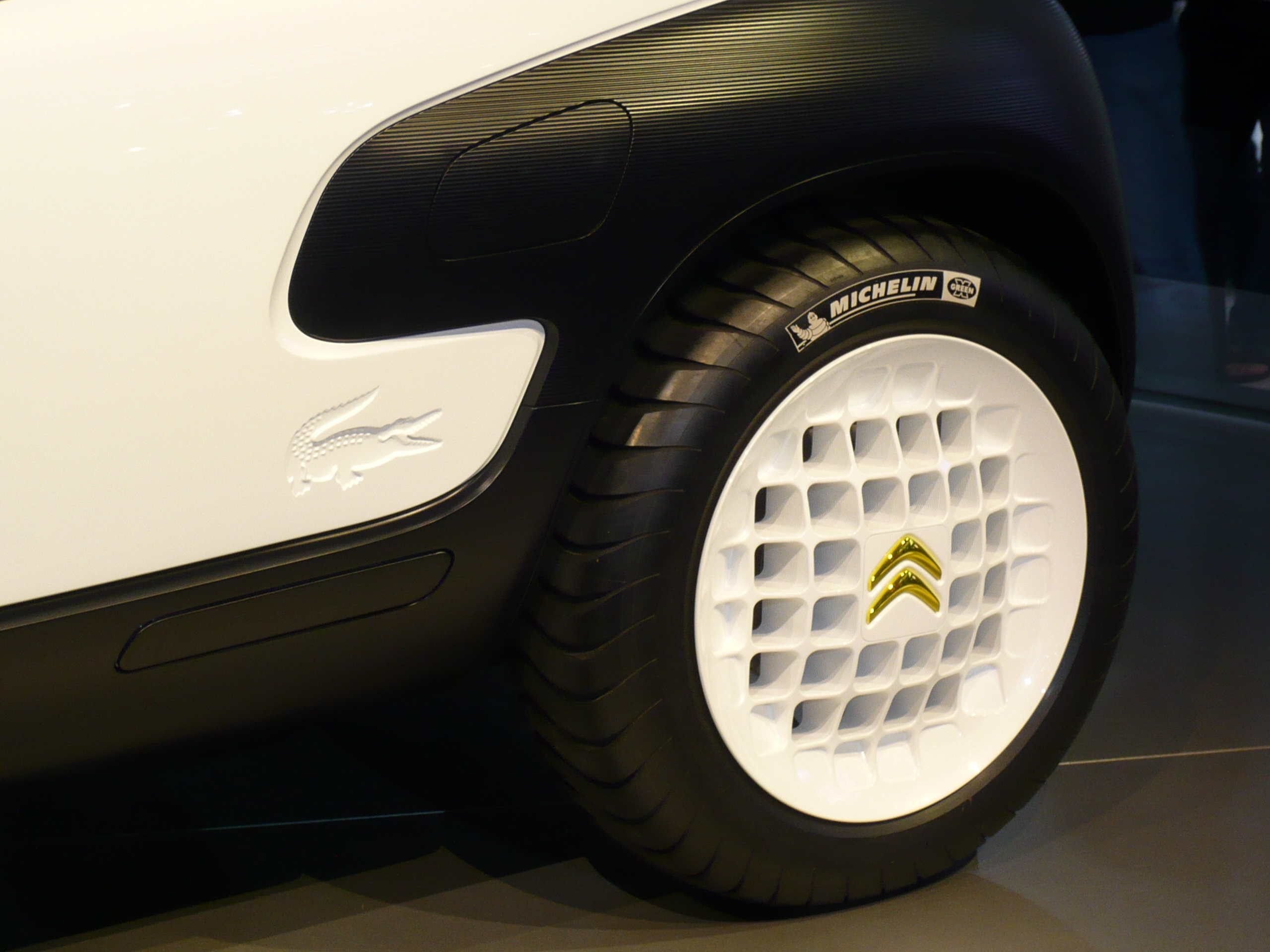